# 324
Cette page concerne l'année 324  du calendrier julien. Pour l'année 324 av. J.-C., voir 324 av. J.-C. Pour le nombre 324, voir 324 (nombre).
L'année 324 est une année bissextile qui commence un mercredi.

## Événements
- 3 juillet : victorieux à la bataille d'Andrinople (aujourd'hui Edirne), Constantin Ier chasse Licinius de Byzance[1].
- Juillet : victoire de la flotte de Crispus sur Licinius à la bataille de l'Hellespont. Licinius doit se retirer sur la rive asiatique[2].
- 6 août : tremblement de terre en Campanie[3].
- 18 septembre : victoire définitive de Constantin Ier sur Licinius à Chrysopolis, près de Chalcédoine[1]. Licinius, le précédent empereur d'Orient, interné à Thessalonique, est assassiné peu après. Constantin Ier devient « totius orbis imperator ».
- Automne : Constantin rappelle sa mère, Hélène, et la proclame Augusta en même temps que sa femme Fausta (ou au début de 325)[4].
- 8 ou 13 novembre : Constance est nommé césar. Début des travaux à Byzance afin d'en faire la future capitale de l'empire sous le nom de Constantinople[5].
- 9 novembre, Rome : consécration de la basilique Saint-Jean-de-Latran[6].
- 18 novembre, Rome : consécration de la basilique Saint-Paul-hors-les-Murs[6].
- Hiver : Ossius de Cordoue est envoyé par Constantin à Alexandrie à la fin de l'année pour tenter de régler les divisions dans l’Église d’Orient. Il convoque un synode qui rétrograde le prêtre Colluthus et déclare ses ordinations invalides, mais échoue à régler l'affaire du prêtre Arius face à l'intransigeance de l'évêque Alexandre. Après cet échec Constantin convoque pour l'année suivante un concile général à Nicée[7].
- 20 décembre : mort de l'évêque d'Antioche (Philogone ?), hostile à Arius[8] ; Eustathe le remplace.
- Concile de Gangres (Paphlagonie) ou l'Église « tolère » l'esclavage et prononce l'anathème contre deux qui sous prétexte de christianisme incitent les esclaves à quitter leur maîtres[9].

## Décès en 324
- Hormizd, prince sassanide en exil.